# The Vikings
The Vikings (bra: Vikings, os Conquistadores; prt: Os Vikings) é um filme estadunidense de 1958, do gênero drama histórico e de ação, dirigido por Richard Fleischer, roteirizado por Calder Willingham e Dale Wasserman, baseado no livro de Edison Marshall, música de Mario Nascimbene.

## Sinopse
No século 10º, durante uma guerra entre vikings e ingleses, dois homens se apaixonam pela mesma mulher e se tornam inimigos mortais sem saber que são irmãos, até se aliarem contra um inimigo comum.

## Elenco
- Kirk Douglas ....... Einar
- Tony Curtis ....... Eric
- Ernest Borgnine ....... Ragnar
- Janet Leigh ....... Morgana
- James Donald ....... Egbert
- Alexander Knox ....... Padre Godwin
- Maxine Audley ....... Enid
- Frank Thring ....... Aella
- Eileen Way ....... Kitala
- Edric Connor
- Dandy Nichols ....... Bridget
- Per Buckhøj ....... Bjorn